# Аршалы (Акмолинская область)
Аршалы (каз. Аршалы) — посёлок в Аршалынском районе Акмолинской области Казахстана (в 378 км от областного центра — Кокшетау). Административный центр и единственный населённый пункт Аршалынской поселковой администрации. Код КАТО — 113430100.

## География
Посёлок расположен на левом и правом берегах реки Ишим в 70 км к юго-востоку от города Астаны. Ближайшая железнодорожная станция — Вишнёвка (4 км).

## История
Основан в 1890 году переселенцами как село Борисовка, в 1927 году переименовано в Вишневку. В 1998 году селу было возвращено казахское историческое название местности - Аршалы (в переводе - Можжевеловое)
Неподалёку от села находится селище Вишнёвка — поселение эпохи палеолита.

## Население
В 1999 году население посёлка составляло 7208 человек (3475 мужчин и 3733 женщины). По данным переписи 2009 года, в посёлке проживал 7051 человек (3395 мужчин и 3656 женщин).
По данным на начало 2019 года население посёлка составляло 5975 человек (2741 мужчина и 3234 женщины).
| Численность населения | Численность населения | Численность населения | Численность населения | Численность населения | Численность населения | Численность населения | Численность населения | Численность населения | Численность населения |
| 1959                  | 1970                  | 1979                  | 1989                  | 1991                  | 1999                  | 2004                  | 2005                  | 2006                  | 2007                  |
| --------------------- | --------------------- | --------------------- | --------------------- | --------------------- | --------------------- | --------------------- | --------------------- | --------------------- | --------------------- |
| 2187                  | ↗6305                 | ↗7030                 | ↗7953                 | ↘7900                 | ↘7126                 | ↘5398                 | ↗5417                 | ↗5630                 | ↘5609                 |
| 2008                  | 2009                  | 2010                  | 2011                  | 2012                  | 2013                  | 2014                  | 2015                  | 2016                  | 2017                  |
| ↘5568                 | ↗7051                 | ↘6700                 | ↘6607                 | ↘6533                 | ↘6454                 | ↘6373                 | ↘6323                 | ↘6315                 | ↘5942                 |
| 2018                  | 2019                  |                       |                       |                       |                       |                       |                       |                       |                       |
| ↗5958                 | ↗5975                 |                       |                       |                       |                       |                       |                       |                       |                       |

## Религия
Православные храмы
Аршалы административно относится к Восточному городскому благочинению Кокшетауской и Акмолинской епархии Казахстанского митрополичьего округа Русской православной церкви (МП).

## Экономика
В посёлке действует комбинат строительных конструкций и материалов, завод железобетонных шпал, щебёночный и асфальтовый заводы, маслозавод и другие. Через Аршалы проходит железная дорога и автомобильная дорога Астана — Караганда.